# Cerco de Buda (1686)

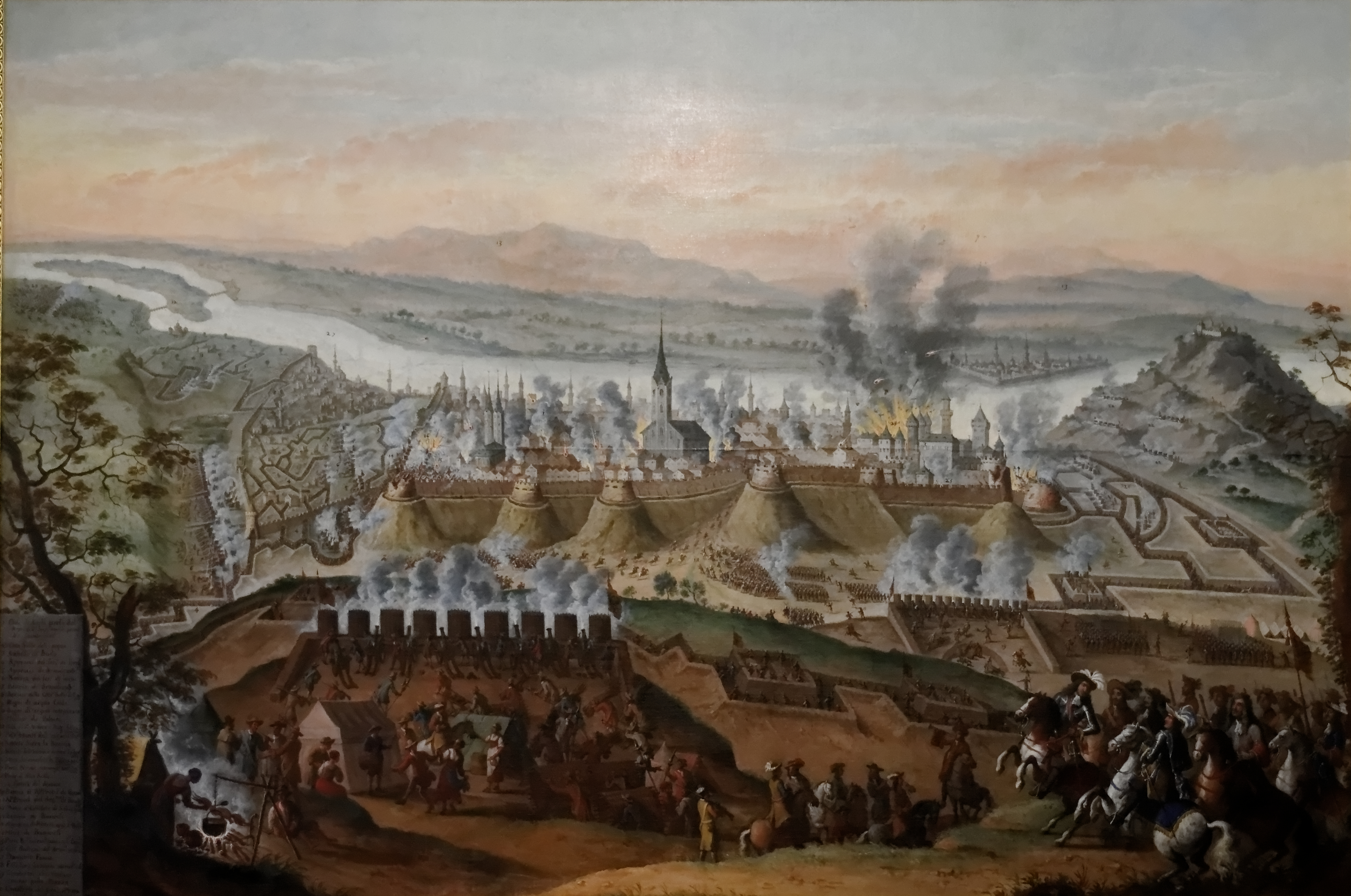
O Cerco de Buda

O Cerco de Buda (1686) foi travado entre a Liga Sagrada e o Império Otomano, como parte da campanha na Hungria depois da Batalha de Viena.

## O cerco
Em 1686, dois anos depois do primeiro cerco mal sucedido de Buda, uma campanha renovada foi iniciada para tomar a cidade. Desta vez, o exército da Liga Santa era muito maior, composto por 65.000-100.000 incluindo alemães, húngaros croatas, holandeses, ingleses, espanhóis, tchecos, italianos, franceses, burgúndios, dinamarqueses e suecos, e outros europeus como voluntários, artilheiros e oficiais. Os defensores turcos consistiam de 7.000 homens.